# Vanda Maslovs'ka
Vanda Oleksandrivna Maslovs'ka (in ucraino Ванда Олександрівна Масловська?; Zaporižžja, 21 aprile 1980) è un'ex sollevatrice ucraina campionessa europea che ha gareggiato nelle categorie dei pesi medi (fino a 63 kg.) e dei pesi massimi leggeri (fino a 69 kg.).

## Carriera
All'età di 21 anni Vanda Maslovs'ka conquistò la medaglia d'oro ai Campionati europei di Trenčín 2001 nella categoria dei pesi massimi leggeri con 217,5 kg. nel totale.
Ritornò su un podio europeo tre anni dopo, vincendo la medaglia di bronzo ai Campionati europei di Kiev 2004 con 242,5 kg. nel totale.
Qualche mese dopo partecipò alle Olimpiadi di Atene 2004, terminando al 5º posto finale con 245 kg. nel totale.
Nel 2006, dopo essere scesa alla categoria inferiore dei pesi medi, vinse la sua ultima medaglia europea, ottenendo la medaglia di bronzo ai Campionati europei di Władysławowo con 221 kg. nel totale.
Ai Campionati mondiali di sollevamento pesi ebbe come miglior risultato il 5° posto finale nell'edizione di Varsavia 2002 nella categoria dei pesi massimi leggeri.